# Frenologia
Frenologia (em grego clássico: φρήν (phrēn); romaniz.: mente e λόγος (logos)  'conhecimento') é uma pseudociência que envolve a medição de saliências no crânio para prever características mentais. Baseia-se no conceito de que o cérebro é o órgão da mente e que certas áreas do cérebro têm funções ou módulos específicos localizados. Dizia-se que o cérebro era composto de diferentes músculos, então aqueles que eram usados com mais frequência eram maiores, resultando em diferentes formatos de crânio. Isso levou ao raciocínio por trás do motivo pelo qual todos tinham inchaços no crânio em locais diferentes. Os "músculos" cerebrais que não eram usados com tanta frequência permaneceram pequenos e, portanto, não estavam presentes no exterior do crânio. Embora ambas as ideias tenham base na realidade, a frenologia generalizou-se além do conhecimento empírico de uma forma que se afastou da ciência. A noção frenológica central de que medir o contorno do crânio pode prever traços de personalidade é desacreditada pela pesquisa empírica. Desenvolvido pelo médico alemão Franz Joseph Gall em 1796, a disciplina foi influente no século XIX, especialmente de 1810 até 1840. O principal centro britânico de frenologia era Edimburgo, onde a Sociedade de Frenologia de Edimburgo foi estabelecida em 1820. 

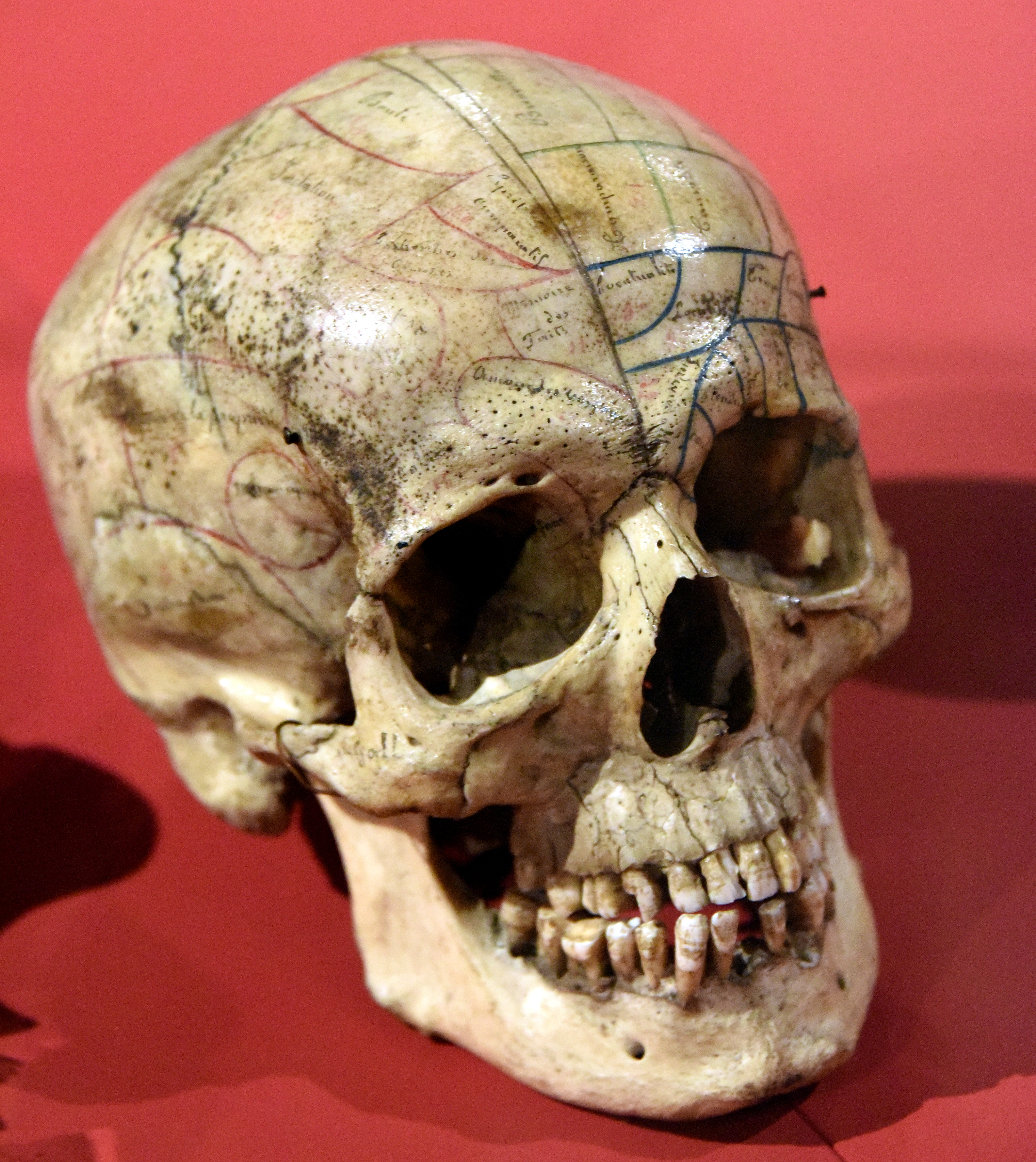
Crânio frenológico, europeu, século XIX. Coleção Wellcome, Londres

A frenologia é hoje reconhecida como pseudociência. O rigor metodológico da frenologia era duvidoso mesmo para os padrões de sua época, uma vez que muitos autores já consideravam a frenologia como uma pseudociência no século XIX. Vários estudos realizados desacreditaram a frenologia, a maioria dos quais foi realizada com técnicas de ablação. Marie-Jean-Pierre Flourens demonstrou através da ablação que o cérebro e o cerebelo realizam funções diferentes. Ele constatou que as áreas impactadas nunca cumpriram as funções propostas pela pseudociência, a frenologia. No entanto, Paul Broca foi quem demoliu a ideia de que a frenologia era uma ciência ao descobrir e batizar a "área de Broca". A capacidade do paciente de produzir linguagem foi perdida, enquanto sua capacidade de compreender a linguagem permaneceu intacta. Por meio de uma autópsia examinando seus cérebros, ele descobriu que havia danos no lobo frontal esquerdo. Ele concluiu que essa área do cérebro era responsável pela produção da linguagem. Entre Flourens e Broca, as reivindicações de apoio à frenologia foram desmanteladas. O pensamento frenológico influenciou a psiquiatria e a psicologia do século XIX. A suposição de Gall de que o caráter, os pensamentos e as emoções estão localizados em áreas específicas do cérebro é considerada um importante avanço histórico em direção à neuropsicologia. Ele contribuiu para a ideia de que o cérebro é organizado espacialmente, mas não da maneira que ele propôs. Há uma clara divisão de trabalho no cérebro, mas nenhuma delas se correlaciona remotamente com o tamanho da cabeça ou a estrutura do crânio. Embora tenha contribuído para alguns avanços na compreensão do cérebro e suas funções, o ceticismo da frenologia se desenvolveu com o tempo. A frenologia foi considerada uma ciência, quando na verdade é uma pseudociência.
Embora a própria frenologia tenha sido desacreditada há muito tempo, o estudo da superfície interna dos crânios de espécies humanas arcaicas permite aos pesquisadores modernos obter informações sobre o desenvolvimento de várias áreas do cérebro dessas espécies e, assim, inferir algo sobre suas habilidades cognitivas e comunicativas, e possivelmente até mesmo algo sobre sua vida social. Devido às suas limitações, esta técnica é por vezes criticada como "paleofrenologia".

## História

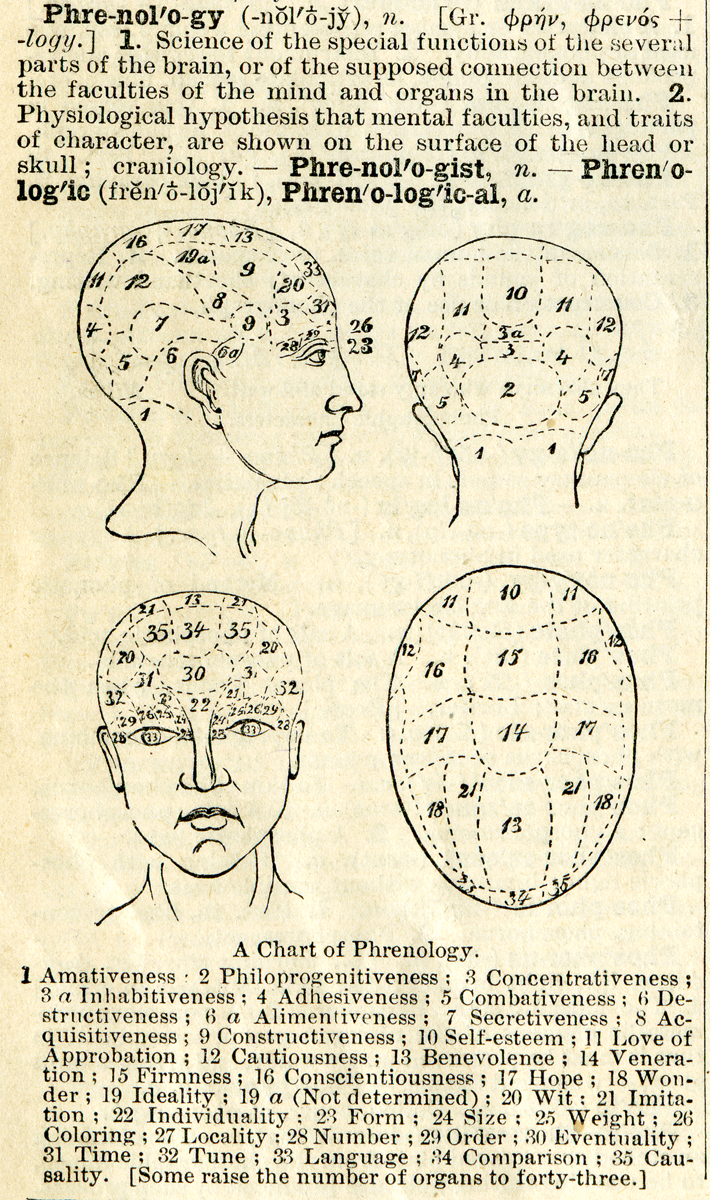
Uma definição de frenologia com gráfico do Webster's Academic Dictionary, por volta de 1895

Entre os primeiros a identificar o cérebro como o principal centro de controle do corpo estavam Hipócrates e seus seguidores, inaugurando uma grande mudança no pensamento das visões egípcias, bíblicas e gregas primitivas, que baseavam a primazia do controle do corpo no coração. Essa crença foi apoiada pelo médico grego Galeno, que concluiu que a atividade mental ocorria no cérebro e não no coração, argumentando que o cérebro, um órgão frio e úmido formado de esperma, era a sede da alma animal — um de três "almas" encontradas no corpo, cada uma associada a um órgão principal.
O pastor suíço Johann Kaspar Lavater (1741–1801) introduziu a ideia de que a fisionomia se relacionava com traços de caráter específicos de indivíduos, em vez de tipos gerais, em seu Physiognomische Fragmente, publicado entre 1775 e 1778. Sua obra foi traduzida para o inglês e publicado em 1832 como The Pocket Lavater, or, The Science of Physiognomy. Ele acreditava que os pensamentos da mente e as paixões da alma estavam conectados com a estrutura externa de um indivíduo.
Quando a testa é perfeitamente perpendicular, desde o cabelo até as sobrancelhas, denota uma total deficiência de compreensão. (pág. 24)
Em 1796, o médico alemão Franz Joseph Gall (1758–1828) começou a dar palestras sobre organologia: o isolamento das faculdades mentais e posteriormente a cranioscopia, que envolvia a leitura da forma do crânio no que se referia ao indivíduo. Foi o colaborador de Gall, Johann Gaspar Spurzheim, quem popularizou o termo "frenologia".
Em 1809, Gall começou a escrever sua obra principal, The Anatomy and Physiology of the Nervous System in General, and of the Brain in Particular, with Observations upon the possibility of ascertaining the several Intellectual and Moral Dispositions of Man and Animal, by the configuration of their Heads. Não foi publicado até 1819. Na introdução a este trabalho principal, Gall faz a seguinte declaração em relação aos seus princípios doutrinários, que compreendem a base intelectual da frenologia:

- O cérebro é o órgão da mente
- O cérebro não é uma unidade homogênea, mas um agregado de órgãos mentais com funções específicas
- Os órgãos cerebrais estão topograficamente localizados
- Outras coisas sendo iguais, o tamanho relativo de qualquer órgão mental particular é indicativo do poder ou força desse órgão
- Uma vez que o crânio ossifica sobre o cérebro durante o desenvolvimento infantil, meios craniológicos externos poderiam ser usados para diagnosticar os estados internos dos caracteres mentais

Por meio de observação cuidadosa e extensa experimentação, Gall acreditava ter estabelecido uma relação entre aspectos do caráter, chamados faculdades, com órgãos precisos no cérebro.
Johann Spurzheim foi o colaborador mais importante de Gall. Ele trabalhou como anatomista de Gall até 1813, quando, por razões desconhecidas, eles tiveram um desentendimento permanente. Publicando sob seu próprio nome, Spurzheim disseminou com sucesso a frenologia em todo o Reino Unido durante suas turnês de palestras em 1814 e 1815 e nos Estados Unidos em 1832, onde ele acabaria morrendo.
Gall estava mais preocupado em criar uma ciência física, então foi através de Spurzheim que a frenologia se espalhou pela Europa e América. A frenologia, embora não fosse universalmente aceita, dificilmente era um fenômeno marginal da época. George Combe se tornaria o principal promotor da frenologia em todo o mundo de língua inglesa depois de ver uma dissecação cerebral por Spurzheim, convencendo-o dos méritos da frenologia.

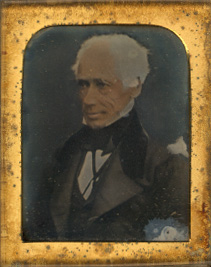
George Combe